# Fortaleza de São Tiago

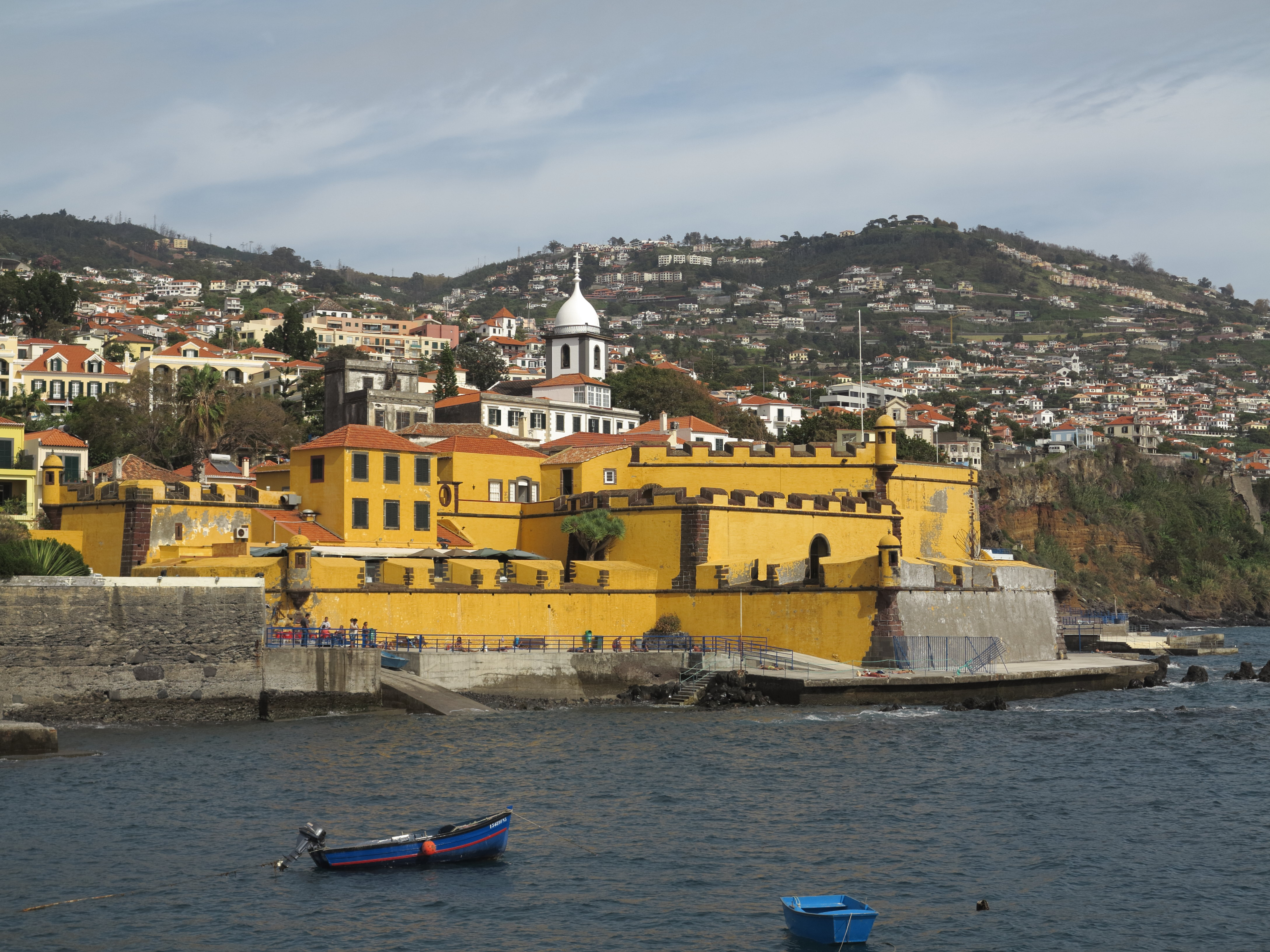
Blick auf Santa Maria Maior und das Fort

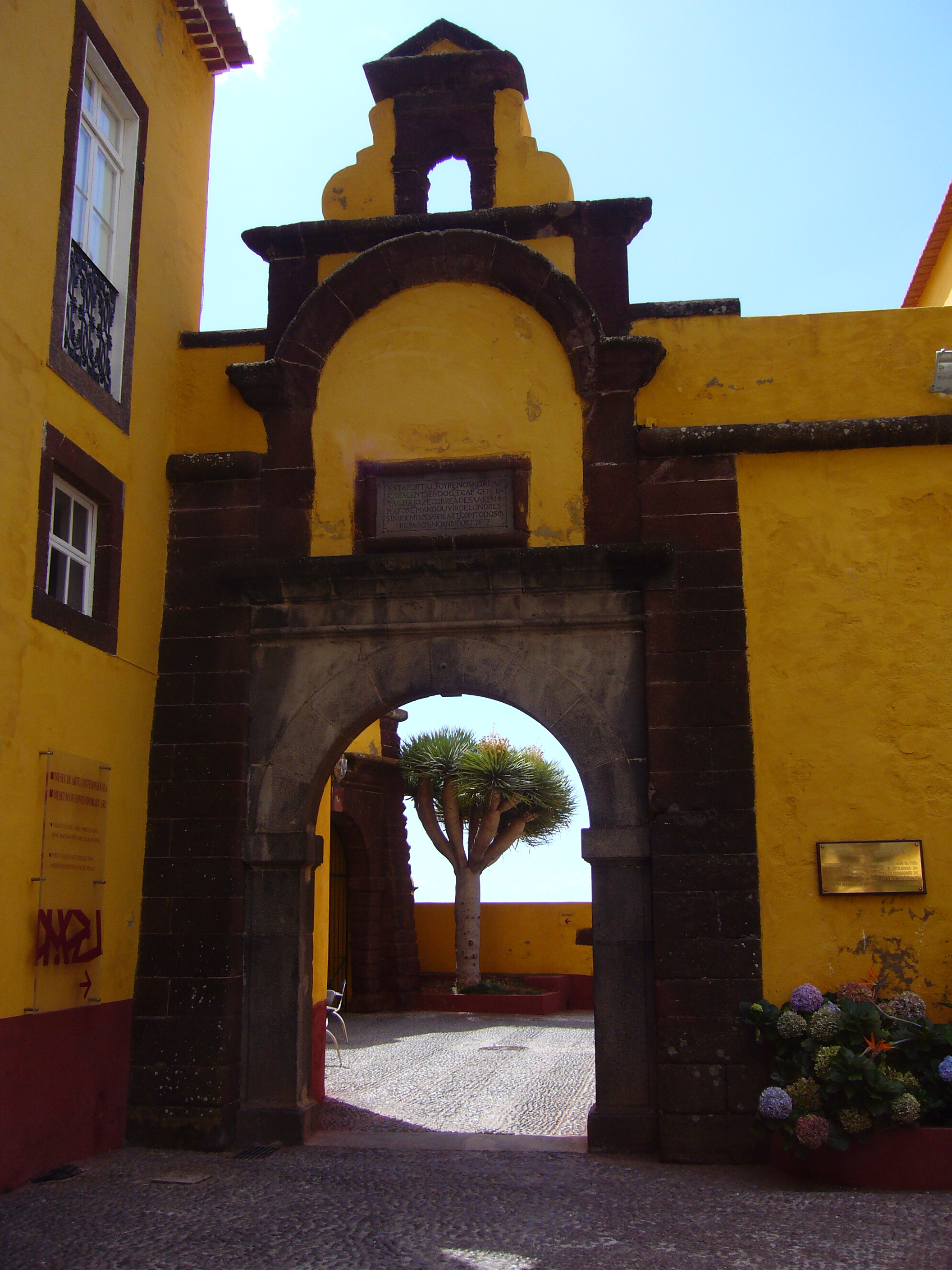
Eingang

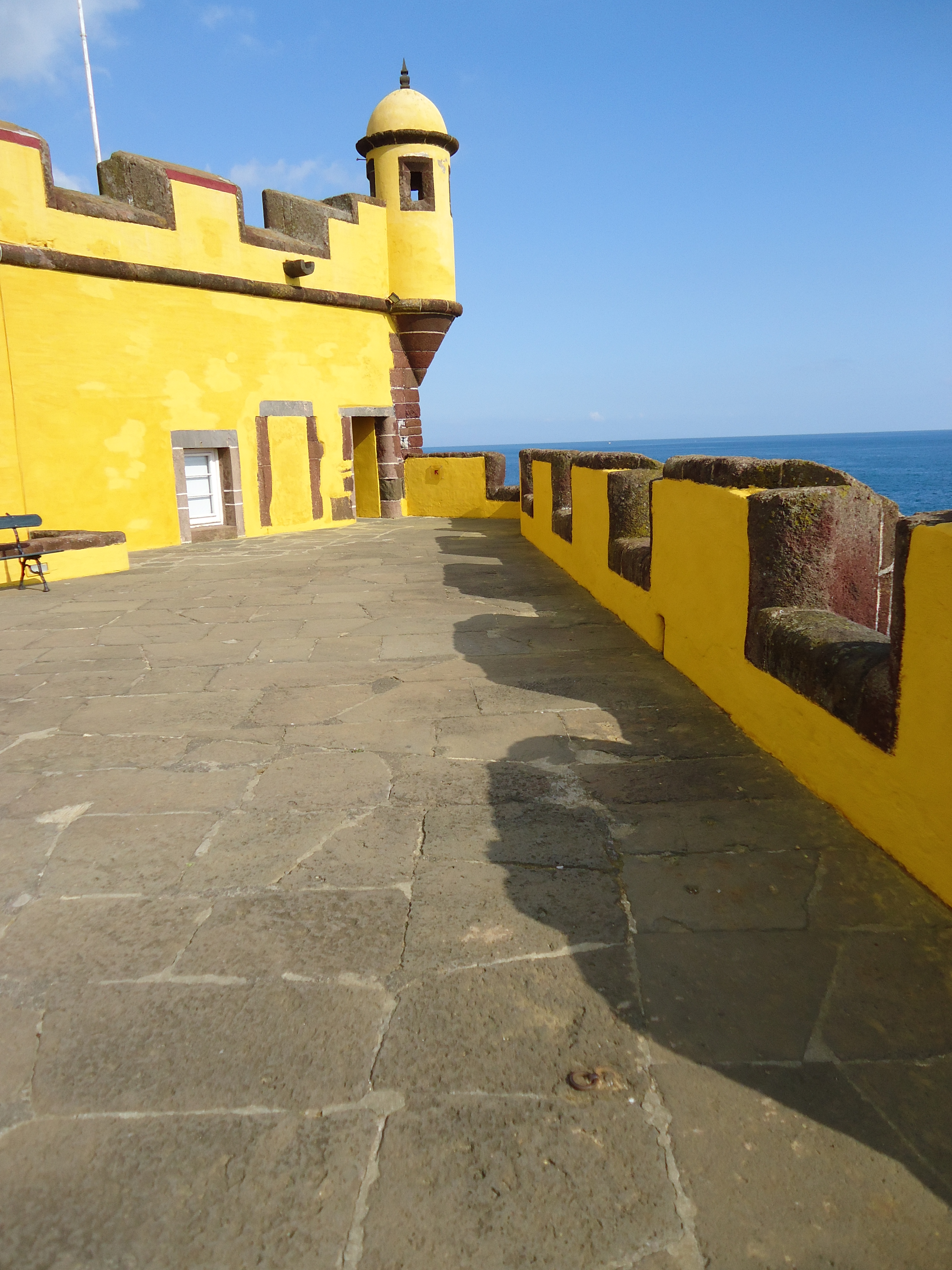
Wachturm

Das Fortaleza de São Tiago, auch Forte de Santiago, ist eine historische Befestigungsanlage in der Altstadt (Zona Velha) von Funchal (Freguesia: Santa Maria Maior) auf Madeira, Portugal. Die Anlage wurde im 17. Jahrhundert zum Schutz der Bevölkerung vor Piratenangriffen errichtet. Das relativ gut erhaltene Fort liegt direkt am Meer und fällt durch seine leuchtend gelbe Farbe auf. Zwischen 1992 und 2015 beherbergte es das Mudas.Museu de Arte Contemporânea do Funchal (Museum für zeitgenössische Kunst), das mittlerweile nach Calheta übersiedelt ist.

## Geschichte
Der Bau begann im Jahr 1614 unter Baumeister Jerónimo Jorge. Nach dessen Tod im Jahre 1617 wurden die Arbeiten von seinem Sohn fortgesetzt und waren 1637 abgeschlossen. Im 18. Jahrhundert erfolgten Umbauarbeiten unter Gouverneur José Correia de Sá, die 1767 abgeschlossen wurden, was auf einem am Tor angebrachten Schild dokumentiert wurde. In den nachfolgenden Jahrhunderten erfolgten zahlreiche Modifikationen. Bis 1990 diente das Bauwerk vorwiegend militärischen Zwecken, diente aber auch als Zuflucht für die Opfer einer Flutkatastrophe im Jahr 1803.

## Gegenwart
Das Fort ist jederzeit frei zugänglich. Derzeit gibt es Pläne, ein Zentrum der Interpretation des Monuments (Centro de Interpretação do Monumento) einzurichten, in dem der Öffentlichkeit umfangreiche Informationen über Verteidigungsanlagen und Fortifikationen Funchals zur Verfügung gestellt werden sollen.
Im Fort gibt es seit 2001 ein Restaurant. Vor dem Fort befindet sich ein kleiner nicht bewachter Steinstrand, der ebenfalls frei zugänglich ist.

## Architektur

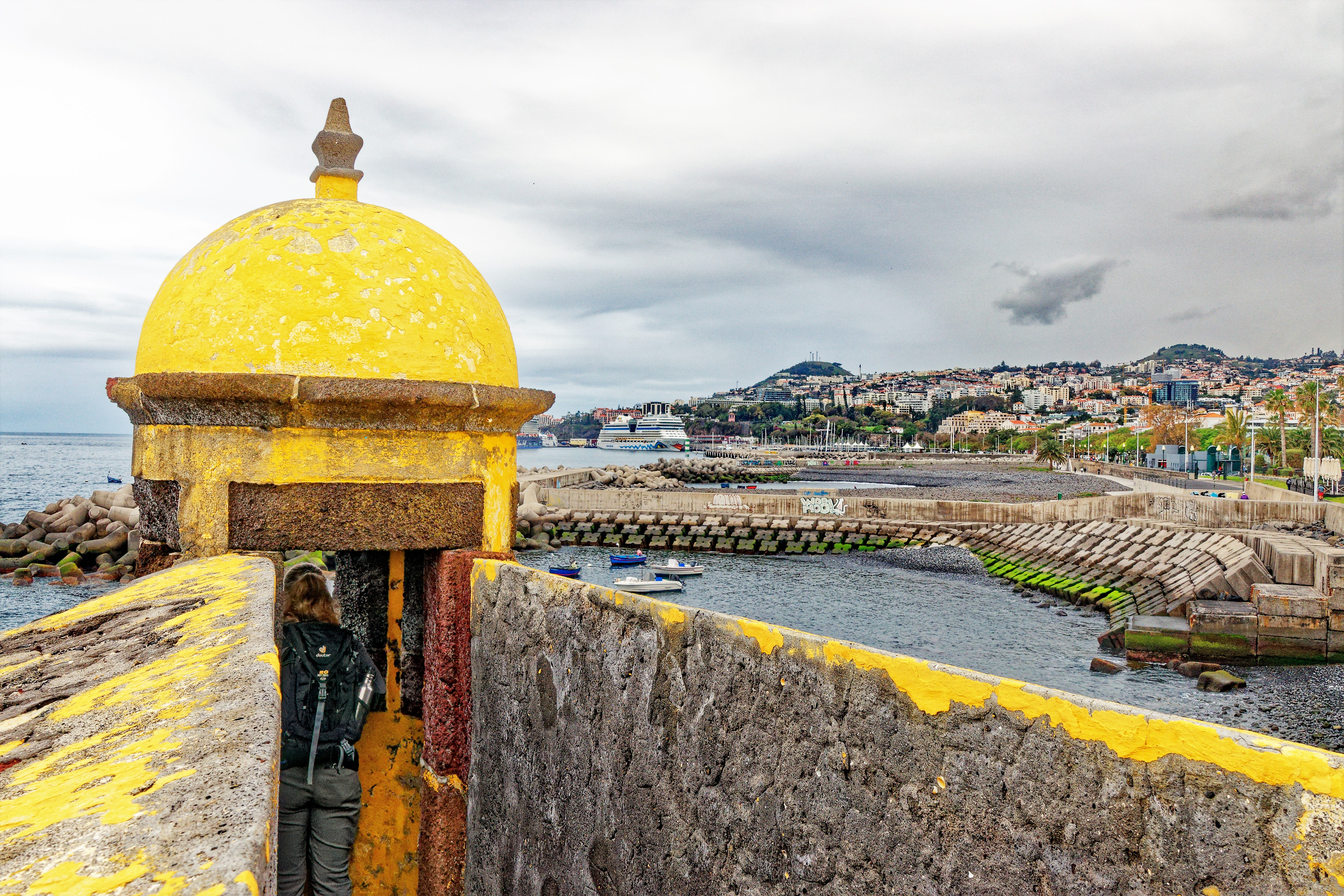
Blick vom Fort auf den Hafen

Es handelt sich um ein typisches portugiesisches militärisches Bauwerk des 17. Jahrhunderts, bestehend aus dicken Steinmauern, die dem Angriff von Kanonen vor allem vom Meer aus widerstehen sollen. Das Fort hat mehrere Wachtürme, die einen guten Überblick über das Meer und den Hafen von Funchal verschaffen. Die auffällige gelbe Farbe wurde im Rahmen von Renovierungsarbeiten im 20. Jahrhundert angebracht.